# Isaacius (Exarch)

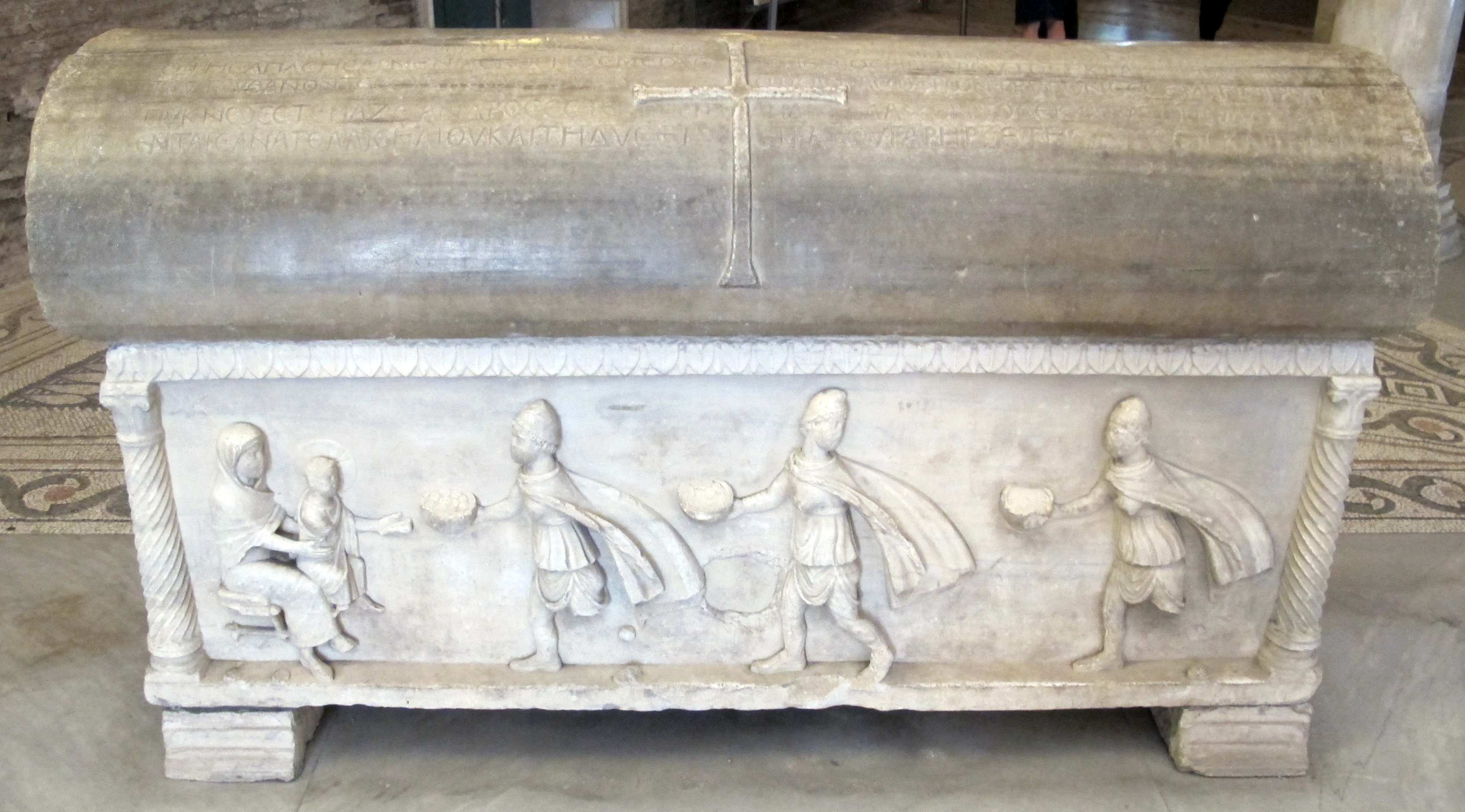
Sarkophag in der Kirche San Vitale in Ravenna, 2013

Isaacius (auch Isaakios, Issak, Hysacius; * in Armenien) war ein oströmischer Patricius und Exarch von Ravenna von 625 bis 643/644.

## Leben
Der unmittelbare Nachfolger des Eleutherius ist nicht bekannt. Man weiß erst wieder von Isaacius, der im Jahr 625 nach Italien gekommen ist. Nach seiner Grabinschrift, die in der Kirche San Vitale in Ravenna erhalten ist, stammte Isaacius aus Armenien und hatte vor seiner Zeit als Exarch bereits im Osten (als magister militum Orientem?) ein militärisches Kommando innegehabt.
Nach den Worten des Chronisten von 641 sei Isaacius „zur Verteidigung desjenigen Landes von Italien, welchen die Langobarden noch nicht besetzt hatten“, gesendet worden. Einst hatte man gehofft, man werde die Langobarden ebenso behandeln können wie viele andere Völker, man wollte sie dadurch unschädlich machen, dass man sie als Soldaten nahm und gegen andere Völker verwendete. Als der Versuch misslungen war, wollte man die Eindringliche gewaltsam aus Italien vertreiben. Erst die lange Waffenruhe in der ersten Hälfte des 7. Jahrhunderts bahnte ein Verhältnis an, das dem des oströmischen Reiches mit den anerkannten germanischen Staaten analog war. Isaacius’ Grabinschrift besagt nur, dass er die Provinz seinen Kaisern „ungeschädigt“ erhalten habe.
Um 634 soll der Langobardenkönig Arioald dem Exarchen Isaacius ein Drittel des jährlichen Tributes erlassen haben, damit dieser den rebellischen dux Taso von Tuscien ermorde.
Im Inneren verlief Isaacius’ Regierungszeit nicht ohne Ruhestörungen. Zwischen 638 und 640 plünderte das stadtrömische Heer den Lateran in Rom, um sich seinen Sold zu verschaffen, unter Anführung des Chartularius Mauricius, der acht Tage lang die Führung im Lateran übernahm. Als Isaacius nach Rom kam, beschlagnahmte er den Lateranschatz, der von Mauricius geraubt worden war.
Im Jahr 643 revoltierte Mauricius gegen Isaacius. Isaacius entsandte seinen magister militum Donus, der die Revolte niederschlug und Mauricius als Gefangenen nach Ravenna schickte, wo er hingerichtet wurde. Wenig später, 643 oder 644, starb Isaacius. Seine Frau Susanna blieb als Witwe zurück.